# بريتش ايروسبيس نمرود إيه إي دبليو 3
بريتش ايروسبيس نمرود إيه إي دبليو 3 (بالإنجليزية: British Aerospace Nimrod AEW3)‏ هي نظام الإنذار المبكر والتحكم أنتجت في بريطانيا. من صناعة بريتش ايروسبيس. كانت تستخدم بشكل أساسي من قبل سلاح الجو الملكي. كان أول طيران لها في 16 يوليو 1980. دخلت الخدمة في 1984، انتهت خدمتها في 1986. صنع منها 11 طائرة.

## المستخدمون
- المملكة المتحدة

سلاح الجو الملكي